# .ua
.ua je vrhovna internetska domena (country code top-level domain - ccTLD) za Ukrajinu. Domenom upravlja Hostmaster Ltd.

## Vanjske poveznice
- IANA .ua whois informacija  Arhivirana inačica izvorne stranice od 11. lipnja 2006. (Wayback Machine)